# Armoriale dei comuni della provincia della Spezia

Stemma della Provincia della Spezia

Questa pagina contiene le armi (stemmi e blasonature) dei comuni della provincia della Spezia.
| Stemma | Comune e blasonatura | Gonfalone e/o bandiera |
| ------ | --- | ---------------------- |
|        | Ameglia Stemma «D'azzurro, alla banda d'argento. Ornamenti esteriori da Comune.» Gonfalone «Drappo di bianco…» Lo stemma è stato concesso con il regio decreto del 5 agosto 1927. |                        |
|        | Arcola Stemma «D'azzurro, caricato di un "arco" in pietre d'argento fondato su una pianura dello stesso, nel cantone destro del capo un crescente di luna d'oro, accompagnato da una stella dello stesso ad otto punte. Lo scudo è timbrato da una corona d'oro del rango di conte.» Gonfalone «Drappo di bianco…» Lo stemma comunale è stato adottato e scelto dall'amministrazione comunale il 29 maggio del 1880. |                        |
|        | Beverino Stemma «Nello stemma comunale, concesso con Decreto del Presidente della Repubblica, si raffigura, in campo azzurro, una pigna d'oro, che si sovrappone alla lettera M, arabescata.» Gonfalone «Drappo partito di giallo e di azzurro…» |                        |
|        | Bolano Stemma «Di azzurro, alla stella di otto raggi d'oro, posta nel punto d'onore, e alla mezzaluna montante di argento, posta in ombelico; al capo di argento, caricato dalla croce di rosso. Ornamenti esteriori da Comune.» Gonfalone «Drappo di rosso, riccamente ornato di ricami d'argento e caricato al centro dello stemma civico. Le parti di metallo ed i cordoni saranno argentati, l'asta verticale sarà ricoperta di velluto azzurro con bullette argentate poste a spirale, cravatta e nastri tricolorati dai colori nazionali frangiati d'argento, con lo stemma del Comune.» Lo stemma e il gonfalone sono stati concessi con il decreto del presidente della Repubblica del 24 luglio 2007. |                        |
|        | Bonassola Stemma «Troncato: nel primo d'argento, alla torre merlata di rosso, aperta e finestrata del campo; nel secondo d'azzurro, alla nave vogante con le vele in poppa sopra un mare, il tutto al naturale. Lo scudo sarà sormontato dalla Corona di Comune.» Gonfalone «Drappo troncato d'azzurro e di bianco…» Lo stemma è stato concesso con il regio decreto del 23 agosto 1929 e registrato alla Corte dei Conti il 10 settembre 1929; il gonfalone è stato invece riconosciuto con il decreto del presidente della Repubblica del 6 luglio 1974. |                        |
|        | Borghetto di Vara Stemma «Scudo rappresentante: un albero di gelso di ampia chioma, che si erge su un campo libero al margine della sponda del fiume Vara; sormontato da una corona e delimitato da due rami di alloro.» Gonfalone «Drappo di bianco…» |                        |
|        | Brugnato Stemma «Stemma a due bande orizzontali: nella parte superiore Croce di San Giorgio rossa e nella parte inferiore albero di prugne su fondo verde-azzurro, il tutto sormontato da corona dorata.» Gonfalone «Drappo di bianco ornato di ricami dorati e caricato dello stemma sopra descritto con l'iscrizione centrata in rosso "Città di Brugnato". L'asta verticale in metallo.» Lo stemma è stato concesso con decreto del Ministro segretario di Stato per gli Affari dell'Interno del 25 marzo 1899. |                        |
|        | Calice al Cornoviglio Stemma «Leone rampante inserito in uno scudo riportante in riquarto superiore la bandiera crociata di San Giorgio, sormontato da corona guarnita di nove merli con due cerchi sottostanti ornati, il primo da nove piccole nicchie ed il secondo da tre nicchie di dimensioni più ampie con gli interspazi mattonati, il tutto racchiuso, a sinistra, da un ramo di quercia e, a destra, da un ramo di alloro, uniti in basso da nastro con fiocco tricolore.» Gonfalone «Drappo di bianco…» Lo stemma e il gonfalone sono stati concessi con decreto del presidente della Repubblica del 9 ottobre 2002. |                        |
|        | Carro Stemma «Inquartato: al primo di Genova, che è di argento alla croce di rosso; al secondo e terzo d'argento, alla torre di azzurro, merlata alla guelfa di quattro pezzi, fondata sulla pianura di verde declinante in sbarra; al quarto d'oro, all'aquila di nero, rivoltata. Lo scudo sarà cimato da un cerchio di muro d'oro, sormontato da otto merli uniti da muriccioli, il tutto d'argento.» Gonfalone «Drappo di azzurro…» Lo stemma è stato riconosciuto con il decreto ministeriale del 25 marzo 1899. |                        |
|        | Carrodano Stemma «Di rosso, alla sbarra di azzurro, accostata in capo ed in punta da due spighe di grano fruttate e fogliate di oro; ad un monte di verde, di una cima all'italiana, in punta dello scudo; sovrastato da corona argentea.» Gonfalone «Drappo di azzurro…» |                        |
|        | Castelnuovo Magra Stemma «Di rosso, caricato in capo da una croce scorciata d'argento e in punta dalla mezzaluna calante dello stesso; ornamenti esteriori da Comune.» Gonfalone «Drappo di giallo…» Lo stemma è stato concesso con il decreto ministeriale nº 10374 del 3 aprile 1933. |                        |
|        | Deiva Marina Stemma «D'argento, alla croce di rosso accantonata, nel primo e quarto da una torre fondata sulla pianura erbosa, al naturale; nel secondo e terzo da un'ancora di azzurro. Motto: In lege libertas» Gonfalone «Drappo di rosso…» Lo stemma è stato concesso con il decreto del presidente della Repubblica del 24 aprile 1997. |                        |
|        | Follo Stemma «D'argento, alla croce latina rossa, con al centro la figura di san Martino a cavallo che regala il mantello ad un povero. Ornamenti esteriori da Comune.» Gonfalone «Drappo partito di bianco e di rosso…» Lo stemma è stato concesso con il regio decreto datato al 18 aprile 1929; il gonfalone con il decreto del presidente della Repubblica datato all'11 ottobre 1983. |                        |
|        | Framura Stemma «Nello stemma comunale, concesso con Decreto del Presidente della Repubblica, sono rappresentate, su sfondo azzurro, tre torri d'argento, merlate alla guelfa, fondate sul declino di un monte.» Gonfalone «Drappo partito di azzurro e di bianco...» Lo stemma e il gonfalone sono stati concessi con il decreto del presidente della Repubblica del 1º ottobre 1951. |                        |
|        | La Spezia Stemma «D'azzurro, alla torre quadrata, aperta e finestrata del campo, al naturale, a due palchi merlati alla ghibellina, rispettivamente di nove e di sette pezzi, con l'inferiore munito a ogni angolo di garitta; la torre fondata su un monte di tre cime di verde, e sostenente un'aquila, coronata d'oro, al volo spiegato e colla testa rivoltata, di nero, cucita.» Gonfalone «Drappo di bianco a coda di rondine…» Bandiera «Drappo di azzurro caricato al centro dello stemma comunale» Lo stemma è stato concesso con il regio decreto del 4 dicembre 1923. |                        |
|        | Lerici Stemma «D'azzurro, all'albero di leccio al naturale, terrazzato sopra un monte di verde; con il capo abbassato di Genova, d'argento alla croce di rosso.» Gonfalone «Drappo di bianco…» Lo stemma è stato concesso con il regio decreto del 9 settembre 1939. |                        |
|        | Levanto Stemma «D'azzurro, al palo d'oro; al capo di Genova, che è di argento alla croce di rosso.» Gonfalone «Drappo di bianco…» Bandiera «Drappo di bianco con caricato al centro lo stemma comunale.» |                        |
|        | Luni Stemma «D'azzurro, alla croce scorciata rossa, all'altezza del punto d'onore, accompagnata da due spighe di grano alla stessa altezza, dorate e poste in croce di Sant'Andrea. Sotto alla croce, una mezzaluna crescente d'argento.» Gonfalone «Drappo di rosso…» Lo stemma e il gonfalone sono stati concessi con il decreto del presidente della Repubblica del 3 marzo 1998. |                        |
|        | Maissana Stemma «Di argento, al castello di rosso, torricellato di un pezzo centrale, merlato alla guelfa, fondato fra quattro monti di verde, uscenti da una campagna fasciata ondata di azzurro e di argento, il castello accompagnato nel canton destro del capo da un grappolo di uva nera, pampinato di due pezzi laterali. Ornamenti esteriori da Comune.» Gonfalone «Drappo di colore verde, riccamente ornato di ricami d'argento e caricato dello stemma comunale con l'iscrizione centrata in argento: Comune di Maissana. Le parti in metallo ed i cordoni saranno argentati. L'asta verticale sarà ricoperta di velluto verde con bullette argentate poste a spirali. Nella freccia sarà rappresentato lo stemma del Comune e sul gambo inciso il nome. Cravatta e nastri tricolori dai colori nazionali frangiati d'argento.» Lo stemma è stato concesso con il decreto del presidente della Repubblica del 5 luglio 1955. |                        |
|        | Monterosso al Mare Gonfalone «Drappo di bianco…» |                        |
|        | Pignone Stemma «D'argento alla pigna, col tralcio fogliato a sinistra, al naturale. Ornamenti esteriori di Comune secondo la popolazione.» Gonfalone «Drappo di rosso…» Lo stemma è stato concesso con il regio decreto dell'8 giugno 1902. |                        |
|        | Portovenere Stemma «D'azzurro, a tre torri quadre di pietra al naturale, merlate di tre pezzi alla guelfa, chiuse e finestrate di due di nero, fondate ed allineate sopra una campagna al naturale, obliqua da sinistra a destra, e sostenenti ciascuna un pennone ai colori di Genova (d'argento alla croce di rosso). Ornamenti esteriori da Comune.» Gonfalone «Drappo d'argento alla croce di rosso…» Lo stemma è stato concesso con il decreto del Capo di Governo del 19 aprile 1933. |                        |
|        | Riccò del Golfo di Spezia Stemma «D'azzurro, al castello d'argento di tre torri, aperto del campo, sormontato da una stella d'oro, accostata da due stelle d'argento. Il castello fondato sulla pianura erbosa, al naturale, con una strada tortuosa passante nella porta del castello.» Gonfalone «Drappo di bianco…» Lo stemma è stato concesso con il regio decreto dell'8 giugno 1902. |                        |
|        | Riomaggiore Stemma «Tre monti sorgenti dal mare con tralci fogliati laterali e corona sovrastante.» Gonfalone «Drappo di bianco…» |                        |
|        | Rocchetta di Vara Stemma «Tagliato: nella prima sezione, d'argento, un leone rampante al fusto di un albero sradicato; nella seconda, di campo di cielo, sono rappresentati due monti rocciosi tra i quali scorre un fiume accostato da una strada. Ornamenti esteriori da Comune.» Gonfalone «Drappo tagliato di bianco e di azzurro…» Lo stemma e il gonfalone sono stati concessi con decreto del presidente della Repubblica del 2 maggio 1959. |                        |
|        | Santo Stefano di Magra Stemma «D'azzurro, all'aquila dal volo abbassato con la testa rivoltata al naturale, coronata all'antica d'oro, tenente tra gli artigli i fulmini di Giove, dello stesso. Lo scudo sarà sormontato da corona di Comune.» Gonfalone «Drappo di giallo…» Lo stemma è stato concesso con il regio decreto del 2 ottobre 1930. |                        |
|        | Sarzana Stemma «d'azzurro alla luna montante, sormontata da una stella di otto raggi, il tutto d'oro, colle sigle O.P.Q.L. pure d'oro ordinate in fascia e nel capo. Lo scudo sarà sormontato da corona comitale.» Gonfalone «Drappo di giallo…» Bandiera «Drappo di bianco caricato al centro dello stemma comunale.» Lo stemma è stato concesso con il regio decreto del 9 marzo 1893. |                        |
|        | Sesta Godano Stemma «Partito: il primo di verde, a cinque bande ondate d'argento, caricato di un castello al naturale, torricellato di uno, chiuso e finestrato di tre; il secondo d'azzurro, ad un ramo di rovo posto in palo, fiorito di cinque; il tutto abbassato al capo d'argento, ad una croce di rosso, caricata dell'iscrizione in caratteri d'oro Libertas. Ornamenti esteriori da Comune.» Gonfalone «Drappo partito di bianco e di azzurro…» Lo stemma e il gonfalone sono stati concessi con decreto del presidente della Repubblica del 21 novembre 1966. |                        |
|        | Varese Ligure Stemma «D'azzurro, alle tre fasce d'argento, alla sbarra di rosso, attraversante. Ornamenti esteriori da Comune.» Gonfalone «Drappo partito di bianco e di azzurro…» Lo stemma e il gonfalone sono stati concessi con il decreto del presidente della Repubblica nº 4027 del 20 giugno 1984. |                        |
|        | Vernazza Stemma «D'azzurro, a tre fasce centrate d'oro, accompagnate in capo da un crescente montante dello stesso» Gonfalone «Drappo di azzurro...» |                        |
|        | Vezzano Ligure Stemma «Tre culmini di monti con al centro un albero su fondo azzurro sormontato da una corona turrita.» Gonfalone «Drappo di azzurro…» Lo stemma è descritto nell'atto podestarile nº 129 del 1º dicembre 1931. |                        |
|        | Zignago Stemma «D'argento, al leone di rosso, coronato di oro, poggiato su un monte all'italiana di verde, sostenente tra le branche anteriori uno scudetto d'argento, caricato di una croce di rosso. Ornamenti esteriori da Comune.» Gonfalone «Drappo partito di bianco e di rosso, riccamente ornato da ricami d'argento e caricato dello stemma sopra descritto con l'iscrizione centrata in argento: Comune di Zignago.» Lo stemma è stato concesso con il decreto del presidente della Repubblica del 12 settembre 1953. |                        |